# Glyptemys
Glyptemys är ett släkte av sköldpaddor som ingår i familjen kärrsköldpaddor.
Arter enligt Catalogue of Life och The Reptile Databas:
- Glyptemys insculpta
- Glyptemys muhlenbergii